# 堀光亀

堀 光亀（ほり みつき、1876年11月24日 - 1940年6月25日）は、日本の教育者である。東京商科大学（後の一橋大学）の発展を支えた。商業大学必要論を著し、東京商業学校の商科大学昇格に貢献した。日本で初めて海運学を創設した。

## 来歴
1876年（明治9年）、長崎県で元島原藩士石河光英の三男として生まれた。画家・石河光哉は弟。長崎市立商業学校に入り、上京、東京商業学校に入学した。1902年（明治35年）卒業後、同校の講師となった。

## 略歴
- 1876年（明治9年） - 長崎県士族・石河光英の子として生まれる。
- 1884年（明治17年） - 島原小学校入学[4]。堀辰三郎の養子となる[1]。
- 1895年（明治28年） - 長崎市立商業学校を卒業、高等商業学校に入学
- 1902年（明治35年） - 東京高等商業学校専攻部卒業、東京高等商業学校講師に就任
- 1903年（明治36年） - 商業学研究のため三か月イギリス・ドイツに留学を命じられる。ライプツィヒ大学及びベルリン大学に学び、デンマーク・ベルギー・オランダ・イタリア・オーストリア・ハンガリー・フランスの商業地、貿易港を巡回視察する[5]。
- 1907年（明治40年） - 留学先をアメリカ合衆国・イギリスと転学し、帰国[5]。
- 1908年（明治41年） - 東京高等商業学校教授に就任、「商業大学必要論」を執筆し、大学昇格の必要性を訴える。
- 1915年（大正4年） - 文部省督学官に就任
- 1920年（大正9年） - 東京商科大学昇格、同大学教授に就任
- 1927年（大正16年） - 東京商科大学附属商学専門部主事[6]
- 1937年（昭和12年） - 東京商科大学退官、名誉教授となる。
- 1940年（昭和15年） - 病没

## 栄典
- 1907年（明治40年）5月20日 - 正七位[7]
- 1909年（明治42年）7月10日 - 従六位[8]
- 1911年（明治44年）12月11日 - 正六位[9]
- 1914年（大正3年）5月11日 - 従五位[10]
- 1919年（大正8年）6月30日 - 正五位[11]
- 1920年（大正9年）11月29日 - 勲四等瑞宝章[12]
- 1924年（大正13年）9月1日 - 従四位[13]
- 1932年（昭和7年）1月15日 - 勲二等瑞宝章[14]
- 1934年（昭和9年）11月1日 - 従三位[15]
- 1937年（昭和12年）4月20日 - 正三位[16]

## 商業大学必要論
欧米帰国後、堀は直ちに「商業大学必要論」を執筆する。同著の中で、堀は「吾人が商業大学の設立を望む所以のものは、徒に大学という名称に拘泥するが故にあらず、名実兼備せる商業大学の制度を確立しこれを設置するに在り。すなわち商業に必要な高等の学術技能を授け、その蘊奥を攻究することを目的と最高商業教育の設立を希望するに在り。人或いは言わん、実にして存せば、何ぞその名を要せんやと。既に高等商業教育授くる機関存す、東京高等商業学校、即ち是なり。而かもその専攻部の如き斯学の蘊奥を攻究するところにして、その業を了えたるものは帝国大学と等しく、学士の称号を冠し得るにあらずや。」と述べ、東京高等商業学校を商業大学として制度化する必要性を訴えている。また、当時における商業に関する最高教育機関として以下を挙げている。
- ドイツ - ベルリン商業大学、ライプツィヒ商科大学、ケルン商業大学、フランクフルト商業大学、アーヘン商業大学
- アメリカ - ペンシルバニア、シカゴ、イリノイ、カリフォルニア、ウィスコンシン、ミシガン、バーモント、ニューヨーク各大学における商科
- イギリス - The Faculty of Commerce in the University of Birmingham、The Faculty of Commerce in the University of Manchester
- ベルギー - アンベルス高等商業学校専攻部、ソルウェー学院
- フランス - パリ高等商行学校
- ハンガリー - ブダペスト商業大学、クラウゼンベルグ商業大学
- イタリア - ヴェニス商業大学、ミラン、ボコニー商業大学

さらに商業大学を名乗るにふさわしくとも、未だにそこに至っていない理由として
- 古来大学の多くは歴史的因襲に束縛され、学科の新設が困難であること
- 新たな学科の創設の必要性を認めた場合にも、その創設は大学の業務を増大させ、経営統御を困難にすること

を挙げている。

### 商業大学が日本において必要な理由
- 経済状態の発展に伴う必要性
鎖国経済時代の名残がないとは言えない。しかし、わが日本帝国は今や世界経済の一員となり国威の発揚はいよいよ経済活動の範囲を拡大するに至っている。その時にあたり、深遠な学識と教養を有する人材の育成を必要とするところは論を待たない。その人材育成機関として商業大学を設立することが必要である。 — 堀光亀、[19]
- 商工立国を国是とするが故の必要性
狭土の我が国は商工業をもって国是としているが、商工業を率いる者はそれが伸縮力の大なるだけに伸縮自在な頭脳を持つのではない。特に工業において工業技師のみで充分としてしまうのは大いなる誤りである。現今の工業は手工業ではなく世界的競争の渦中にあり、大経営の下にこれを行う企業である。技師の必要性は言うまでもないが、統御の才能ある企業者なしには殖産はなしえない。 — 堀光亀、[19]
- 先進欧米諸国との地理的距離から生じる不利を補う必要性
既に商工業の発展を遂げた欧米諸国ですら、商業大学の設立は早急の課題である。ましてや欧米の事情に疎い我が国にとって、欧米流に商工業を経営することを目的とする最高教育機関が必要であるのは言うまでもない。 — 堀光亀、[19]
- 商人の品格を高め、賤商の弊害を取り除く必要性
現今国家の幸福を増進するのに最も必要なのは商人の職務であり、商人がその本分及び地位を自覚し自重するに至るには、最高商業教育の力に俟つほかはない。 — 堀光亀、[19]
- 人物、経済上の利益による必要性
我が国の商家に生まれた者は、将来商業に身を委ねる境遇にありながら、単に大学の名に誘われ、世間が二流と称する高等商業に学ぶことを欲せず、大学に商科がないが故に法科を選択することの矛盾を感じない。卒業の後、商業に従事すれば法科で習得した学識を十分に適用する道はなく、商務に暗く商機を弁えず、人物経済の損害これより大きいものはない。 — 堀光亀、[19]

## 人物
一橋大学東キャンパス、正門と本館の間に堀の胸像が建つ。1941年（昭和16年）4月12日に建立された。

## 著作
- 単独図書
  - 『海運：完』（明治大学出版部）
  - 『海運』（千倉書房）
- 図書の一部、分担執筆、編集、翻訳等
  - 堀光亀著「國防は浮遊よりも遥かに重要なり」『アダム、スミス生誕二百周年記念論集』（東京商科大学商学研究編集所）
  - 堀光亀「太平洋に於ける封米海運問題を論ず」『東京商科大学創立五十周年記念論文集』（東京商科大学）
- 一橋新聞への寄稿
  - 第一号　「排日問題と一橋の使命」堀光亀
  - 第十一号「一橋の声」
  - 第二十九号「年頭所感」
  - 第四十六号「プロゼミナール紹介」